# Salernohäst
Salerno är en hästras från Italien som aldrig blivit speciellt populär i resten av världen och därför finns det inte många exemplar av rasen kvar. De exemplar som finns har sin hemvist i Kampanien i södra Italien. Rasen är idag fortfarande under utveckling med hjälp av olika fullblodshästar för att göra hästen mer atletisk och öka dess popularitet. Även om Italien inte är välkänt för sina ridhästar så var det salernohingsten Merano med toppryttaren Raimondo d’Inzeo på ryggen som hoppade sig till seger i VM 1956. Han vann även den individuella hoppningen vid OS i Rom, 1960, på en annan salernohingst kallad Posillipo. Idag används salernon mycket som polishäst hos italienska ridande polisen.

## Historia
Salernon utvecklades på 1700-talet på stuteriet Persano som grundades av Karl III, som var kung i både Neapel och Spanien. Under första hälften av 1700-talet avlade man fram hästar för klassisk ridning och även kavalleri. Man använde sig främst av inhemska napolitanska och spanska hästar med inflytande av berberhästar. Rasen fixerades ungefär vid mitten av 1700-talet men försvann nästan när stuteriet tvingades stänga 1860, vid grundandet av italienska republiken.
År 1900 startades uppfödningen på nytt och man antog namnet salernohäst efter området Salerno där stuteriet låg. Man tillförde fler fullblodshästar i rasen, speciellt då engelskt fullblod. Resultatet blev en större variant som skulle användas som kavallerihästar. Rasen fick förbättrad hoppteknik vilket även gjorde den populär som ridhäst. Än idag sker utavel med fullblod för att förbättra rasen och få den att växa i popularitet igen.

## Egenskaper
Salernon räknas som en vacker häst med ett huvud som visar tydliga fullblodslinjer och ett vaket och intelligent uttryck. Rasen har goda anlag för hoppning och har välbyggda ben. Trots inblandningen av fullblod är hästarna lugna, lättlärda och vänliga.
Huvudet på salernon är lätt, med rak nosprofil, lång hals och långa, smala ben. Hästarna är bra ridhästar som är balanserade och lugna till sinnet.  